# Lady Andrade
Lady Patricia Andrade Rodríguez (Bogotá, 10 de janeiro de 1992) é uma futebolista profissional colombiana que atua como atacante.

## Carreira
Lady Andrade fez parte do elenco da Seleção Colombiana de Futebol Feminino, nas Olimpíadas de 2012 e 2016.